# 土用の間日
土用の間日（どようのまび）は、土用の期間の中で特別に設けられた日。土用中は忌む、土を動かす作業をしても問題ないとされた。

## 成立
土用は、土公神という土の神が支配する期間とされたため、動土、穴掘りなどが忌み嫌われていた。しかし、一般の仕事に支障が出るために、間日が設けられる。この間日には、土公神は文殊菩薩に招かれて天上に行くので、地上にはいなくなるという。

## それぞれの土用の間日
季節ごとの土用について、十二支の日で決まっている。
- 春：巳・午・酉
- 夏：卯・辰・申
- 秋：未・酉・亥
- 冬：卯・巳・寅